# كاي يوهانسن
كاي يوهانسن (بالدنماركية: Kai Johansen)‏ هو لاعب كرة قدم دنماركي في مركز ظهير ‏، ولد في 23 يوليو 1940 في أودنسه في الدنمارك، وتوفي في 13 مايو 2007 بسبب سرطان. شارك مع منتخب الدنمارك لكرة القدم. أما مع النوادي، فقد لعب مع نادي أودنسه ونادي رينجرز ونادي غرينوك مورتون.